# Nosso Futuro Roubado
Nosso Futuro Roubado: Estamos Ameaçando Nossa Fertilidade, Inteligência e Sobrevivência? é um livro do ano de 1996 de autoria de Theo Colborn, Dianne Dumanoski e John Peterson Myers, publicado no Brasil pela L&PM Editores. O livro narra o desenvolvimento da hipótese do desregulador endócrino de Colborn, que busca demonstrar a relação entre o uso de determinados produtos químicos na indústria e o desenvolvimento de anomalias biológicas e comportamentais, tanto em animais como em seres humanos. O prefácio do então vice-presidente Al Gore aumentou a visibilidade do livro. Por fim, influenciou a política do governo por meio de audiências no Congresso e ajudou a promover o desenvolvimento de uma iniciativa de pesquisa e regulamentação dentro da Agência de Proteção Ambiental dos Estados Unidos (EPA).   
Os autores também criaram um site que continua a monitorar e relatar pesquisas científicas sobre desreguladores endócrinos. 
Desde então, milhares de artigos científicos foram publicados sobre distúrbios endócrinos, demonstrando a disponibilidade de verbas para pesquisas sobre a hipótese levantada por Nosso Futuro Roubado. Por exemplo, um simpósio na reunião da Associação Americana para o Progresso da Ciência (AAAS) em 2007 explorou a contribuição da interrupção endócrina à obesidade e ao distúrbio metabólico. Como é frequentemente o caso, há fortes evidências em animais, mas poucos testes epidemiológicos de previsões com base nas experiências com animais.
Uma análise de 2006 dos dados do Centro de Controle de Doenças (CDC) encontrou um aumento extraordinário no risco de diabetes tipo II em função da exposição a poluentes orgânicos persistentes (POPs), em particular produtos químicos orgânicos sintéticos, como organo-halogênios.